# Freak show
Pour les articles homonymes, voir Freakshow.

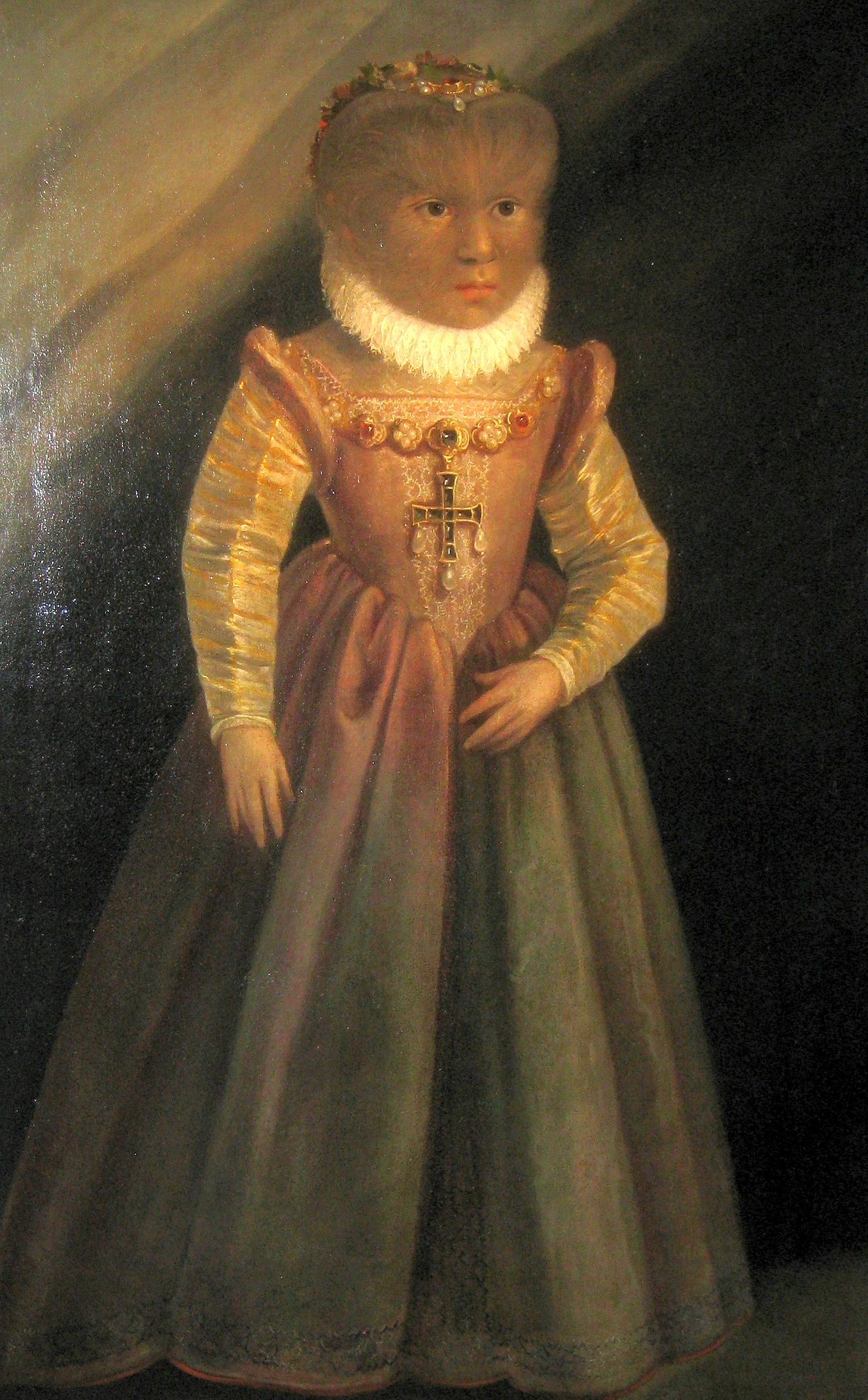
Hypertrichose d'une femme.

Un freak show est l'exhibition d'êtres humains qualifiés de « monstres humains » comportant des caractéristiques et/ou des malformations physiques hors-normes à des fins de divertissement lucratifs.

## Histoire
La représentation de monstres est présente dès l'Antiquité où ils sont craints ou vénérés, au moyen-âge ils sont signe de Dieu ou du diable. En Europe, après un lent désenchantement de l'étrange, une rupture décisive survient dès le début du XIXe siècle avec les Geoffroy Saint-Hilaire père et fils, fondateurs d’une tératologie scientifique : le monstre obéit aux règles communes du monde vivant.
L'exposition publique d'êtres humains qualifiés de « monstres humains » connait un essor populaire considérable à travers les freak shows aux États-Unis entre le milieu du XIXe siècle et le milieu du XXe siècle. L'élément central est une caractéristique physique hors-normes mais peut être distingué selon des particularités suivantes : les personnes qui présentent dès la naissance des particularités ou des handicaps physiques qui en font des êtres hors-normes (les siamois et les hommes-troncs) les personnes qui transforment leur corps (par exemple par des tatouages) et les personnes qui font des choses inhabituelles (par exemple avaler des épées ou charmer les serpents). Dans ce cas, l'élément déterminant n'est pas un trait physique, mais un don ou une capacité peu ordinaire.
Certains spectacles exposent également des animaux anormaux (vaches à deux têtes ou deux mamelles, cochons borgnes, chèvres à quatre cornes), mettaient en scène des canulars célèbres, ou simplement des expositions « d'erreurs de la nature » (comme les bébés difformes) à prétention éducative, notamment aux États-Unis pour justifier les politiques d'eugénisme.

### Divertissement populaire
En 1841, Phineas Taylor Barnum joue un rôle central dans la spectacularisation de l'exhibition des êtres humains « hors-normes » en fondant le Barnum's American Museum. De 1841 à 1868, ce musée devient l’attraction la plus fréquentée de la ville et du pays estimant le nombre de ses visiteurs à plus de 41 millions issus de toutes catégories sociales. L'attraction populaire des exhibitions se perpétue également à travers les spectacles dans les cirques, les carnavals, les foires itinérantes et fêtes foraines jusqu'au milieu du XXe siècle aux États-Unis.

### Évolution
Dans les années 1890, la popularité des freakshows commence à décliner ; en 1950, ils avaient presque disparu. La crise économique, les changements géographiques et technologiques, la concurrence d'autres formes de divertissement (cinéma, télévision), la médicalisation des bizarreries humaines et l'évolution des goûts du public causèrent un déclin sensible des freak show . De plus, les anomalies physiques furent scientifiquement expliquées comme des mutations génétiques ou des maladies, les artistes font l'objet davantage de compassion et de pitié. Le grand public ainsi que des hommes politiques ont pris conscience que la plupart des premiers artistes ont été exploités, manipulés et poussés dans l’industrie à contrecœur. 
Dans les années 1950, Carol Grant, une jeune fille de 16 ans souffrant d'une malformation, a été très offensée après avoir assisté à un spectacle et envoie une lettre au commissaire à l'agriculture de Caroline du Nord permettant ainsi de questionner la moralité de ces spectacles. Néanmoins, certains artistes soulignent des bénéfices de l'exploitation publique de leurs handicaps dont le gain financier, le fait de devenir quelqu'un dans la société et d'éviter l'internement psychiatrique.
Les personnes sont mises à l'écart du public pour être traitées dans un cadre exclusivement médical. Progressivement la notion de handicap est introduite et inverse le regard porté sur le corps anormal.

## Filmographie
- 1932 : La Monstrueuse Parade (Freaks) de Tod Browning
- 1980 : Elephant Man de David Lynch
- 1995 : Faux frères siamois, épisode de X-Files : Aux frontières du réel
- 2010 : Vénus noire d'Abdellatif Kechiche
- 2014 : American Horror Story : Freak Show
- 2018 : The Greatest Showman de Michael Gracey
- 2021 : Nightmare Alley, par Guillermo del Toro

## Chronologie
- 1630 : Lazarus et Joannes Baptista Colloredo, jumeaux siamois italiens qui ont fait des tournées en Europe au XVIIe siècle
- 1884 : Joseph Merrick est présenté comme l'homme éléphant (« elephant man ») par Tom Norman, showman du XIXe siècle
- 1932 : parution du film La Monstrueuse Parade de Tod Browning
- 1960 : Albert et Alberta Karas, deux frères et sœurs chacun moitié homme et moitié femme.
- 1993 : Jim Rose Circus, le plus célèbre freak show moderne au monde avec plusieurs artistes de body art qui mettent en scène leurs différences et leurs dons.
- 2005 : « 999 eyes freakshow », freak show voulant montrer que ce qui est différent est beau.
- 2007 : « The Freak Shows », exposition au musée d'art contemporain de Lyon. Conçue en trois parties, cette exposition révèle au spectateurs des photos jusqu'aux objets utilisés ou bien devenus eux-mêmes « freaks ».

## Galerie
Exemples de personnages exhibés dans les freak shows :

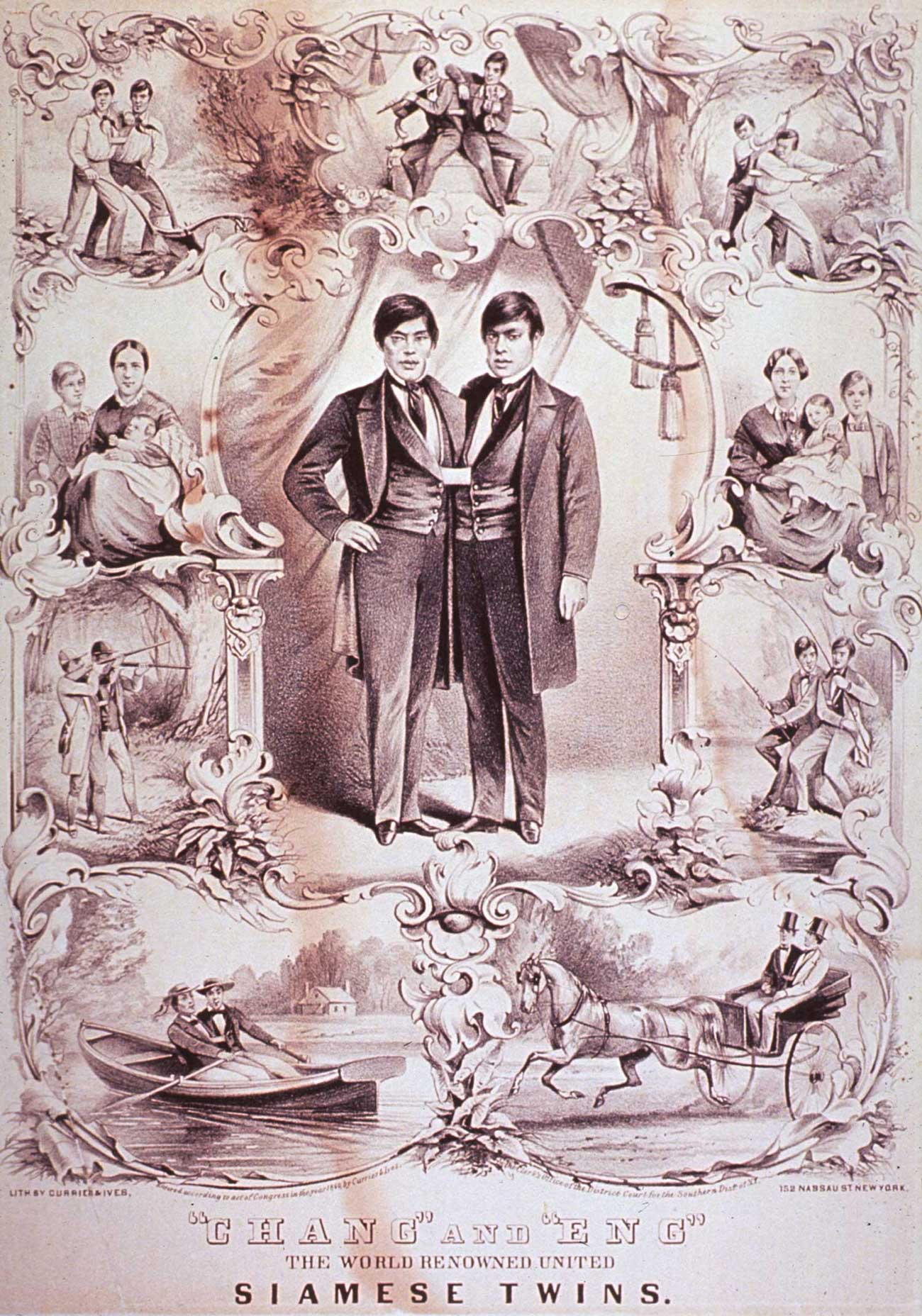
Les frères siamois Chang et Eng Bunker.
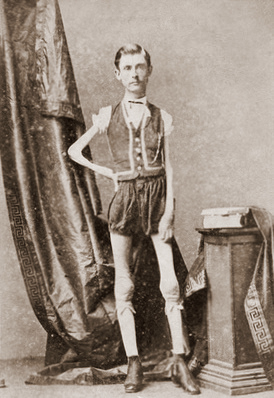
Isaac W Sprague, « squelette vivant ».
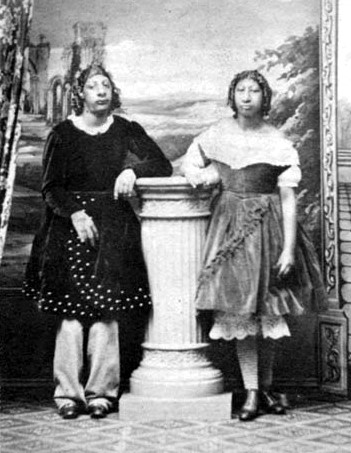
Maximo et Bartola, atteints de microcéphalie.
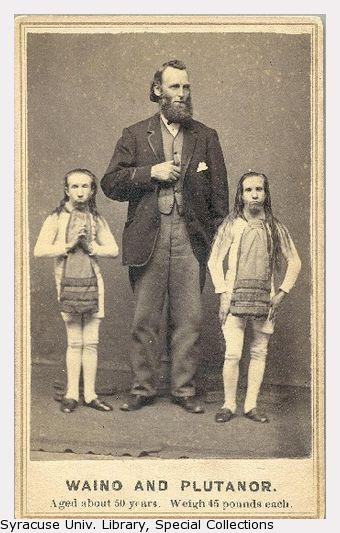
Les « hommes sauvages de Bornéo », Waino et Plutanor.
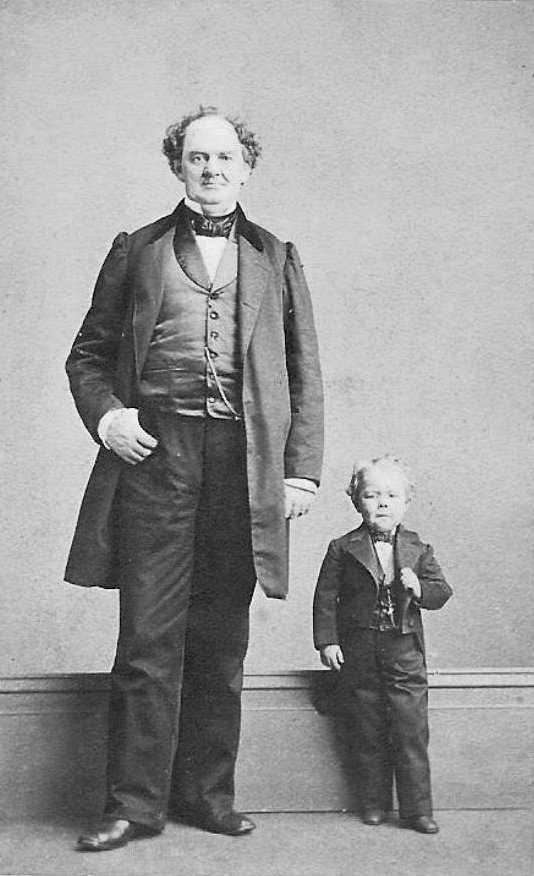
P.T. Barnum (1810-1891) et le nain Commodore Nutt.
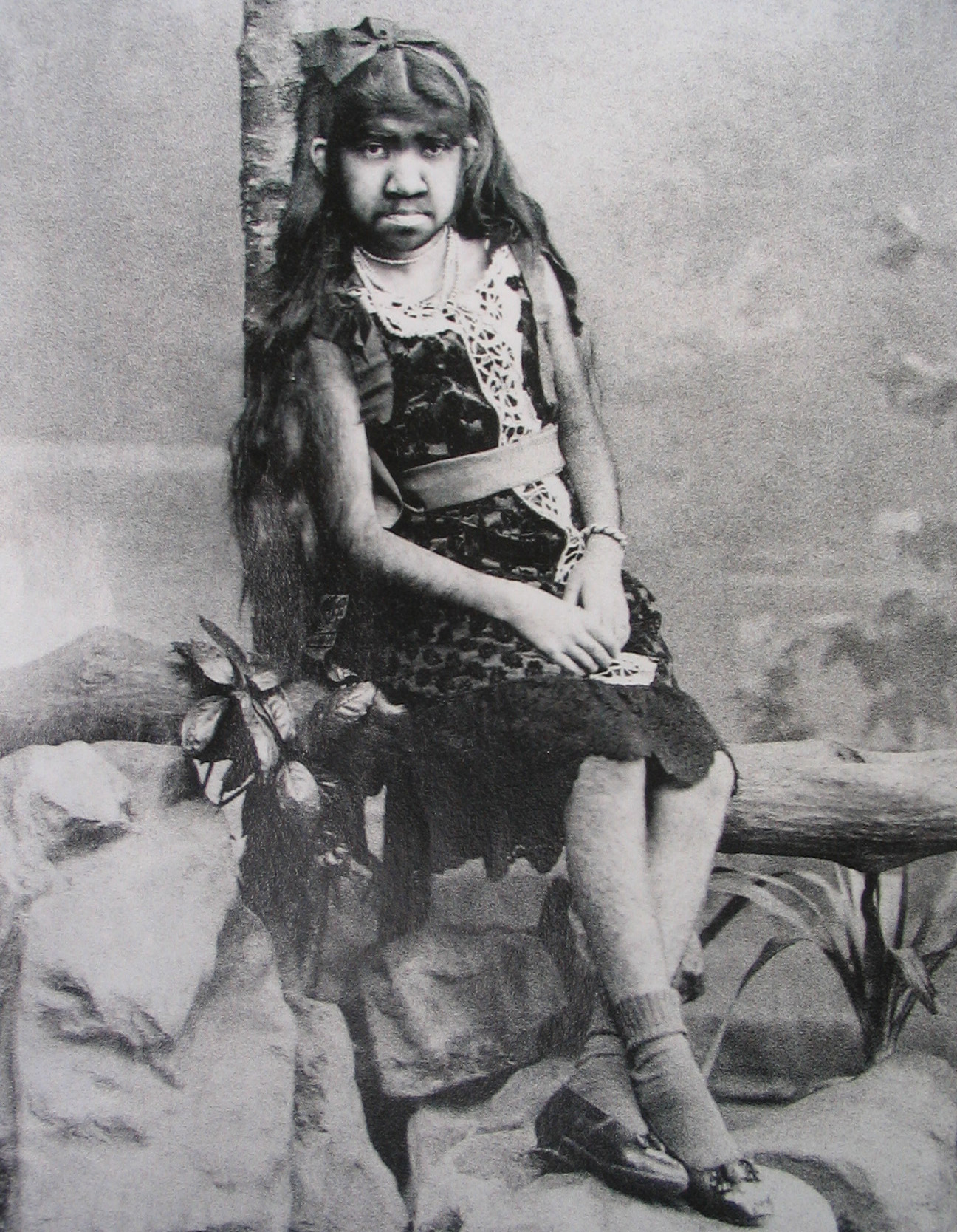
Annie Jones « Femme à barbe » (1865-1902).
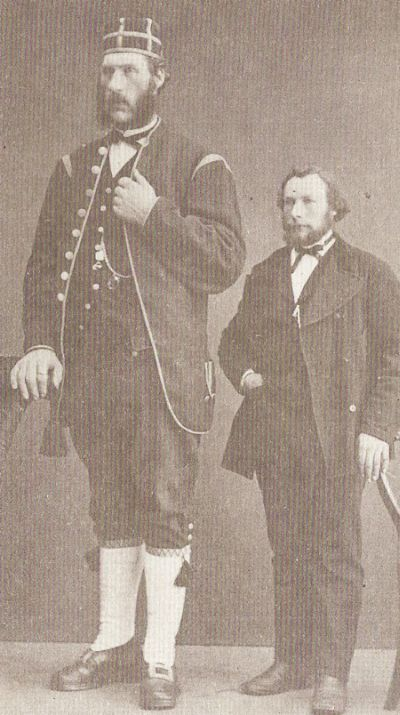
L'homme fort Henrik Brustad.
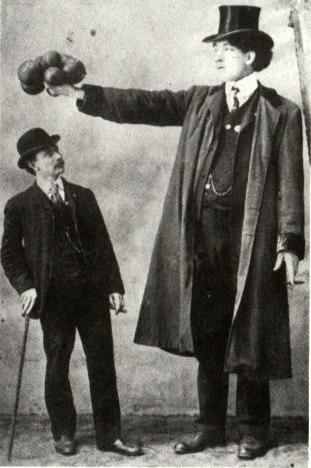
Le géant Édouard Beaupré (1881-1904).
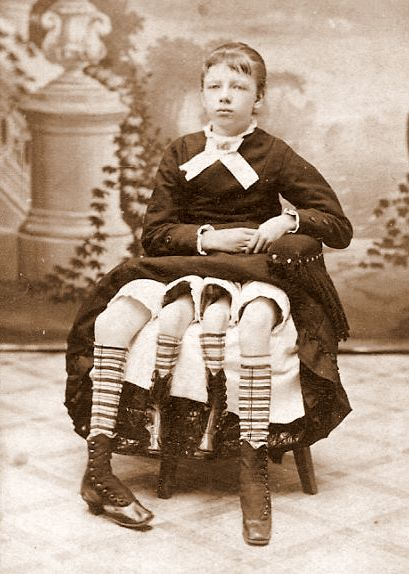
Myrtle Corbin (1868–1928) « La fille à quatre pattes du Texas ».
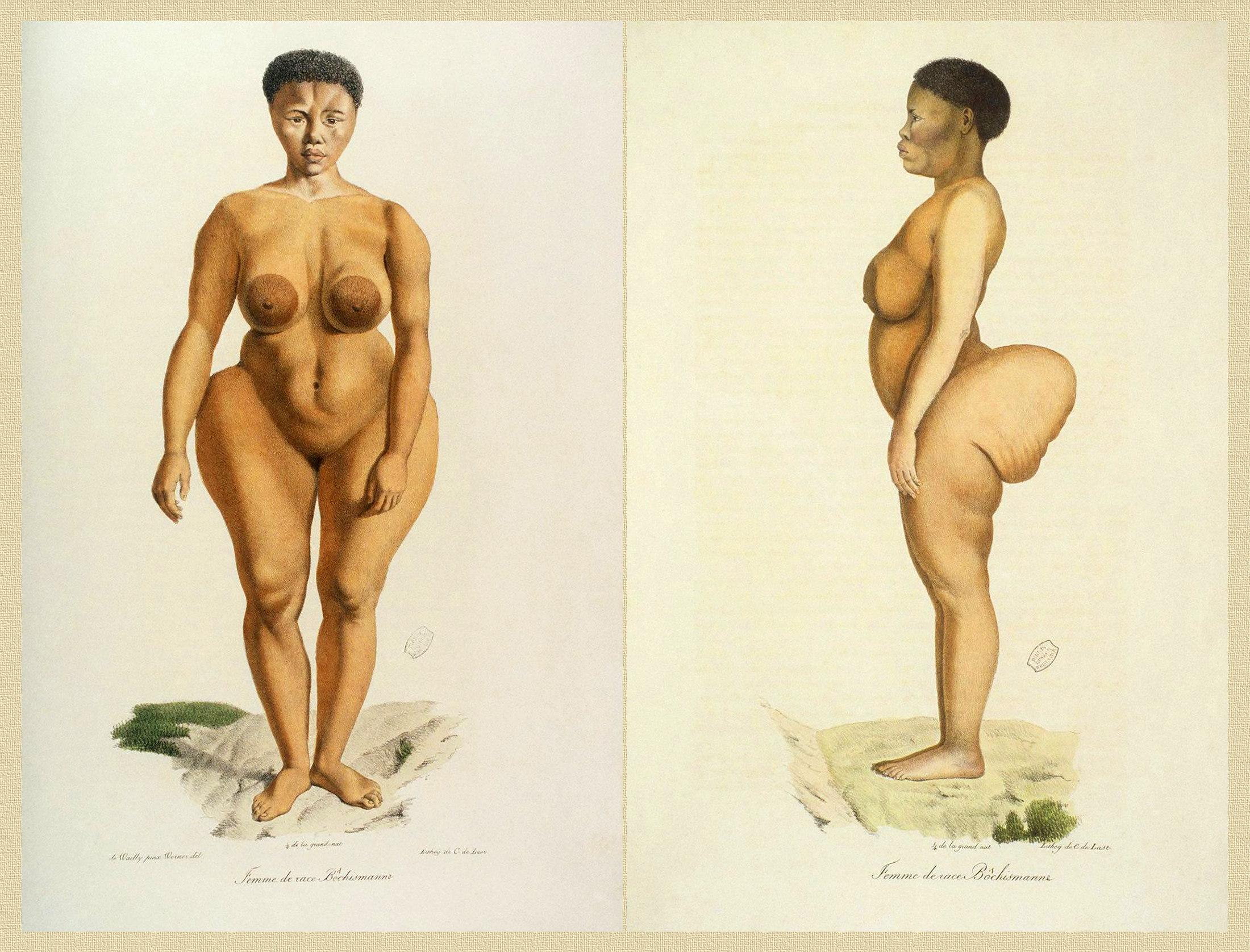
Saartjie Baartman, la « Vénus hottentote » (1789-1815).
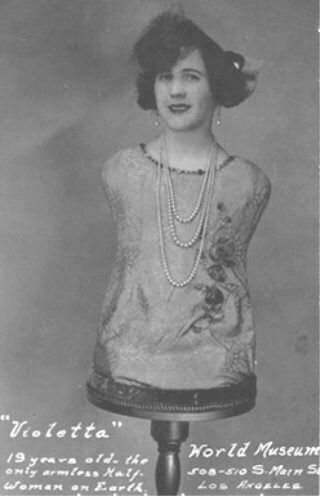
Violetta, « femme-tronc » (1906/1907-Inconnu).
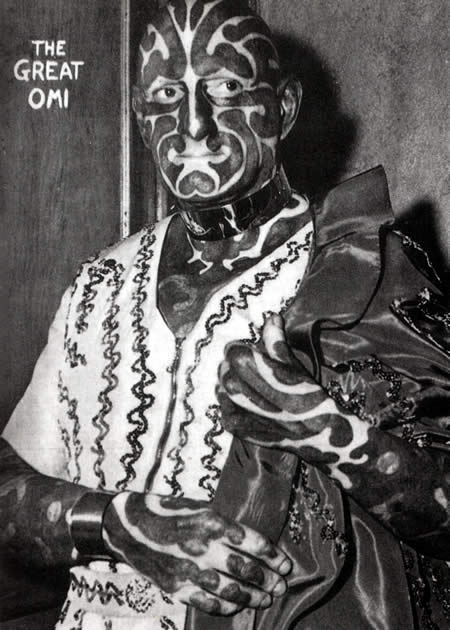
Horace Ridler « l'homme-zèbre ».
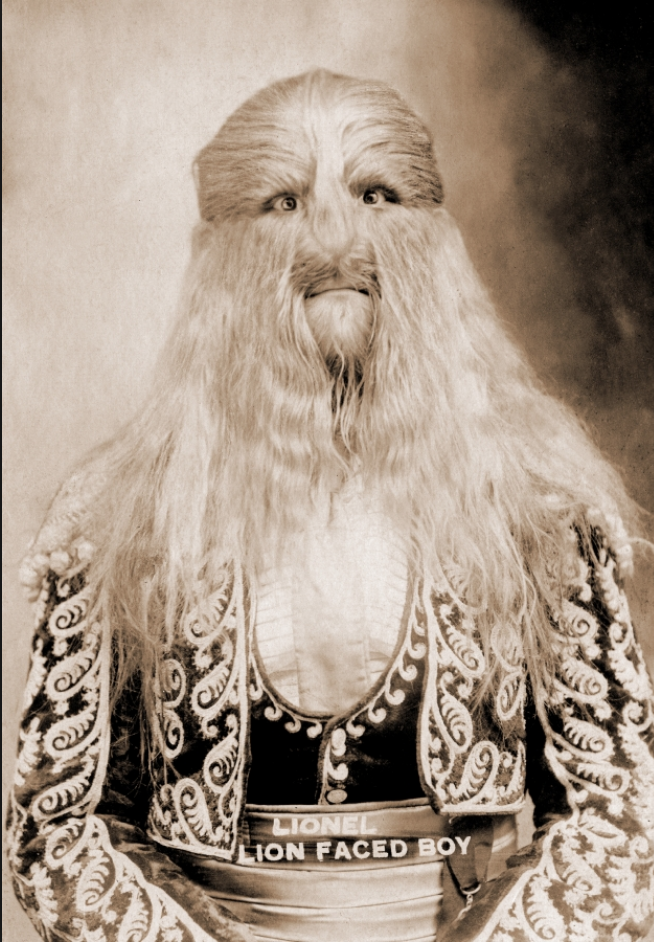
Stephan Bibrowski ou Lionel, l'homme à la tête de lion (1890–Estimation 1932).
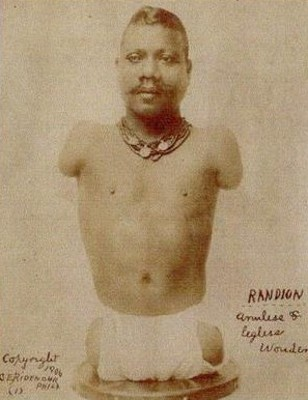
Prince Randian (1871-1934).
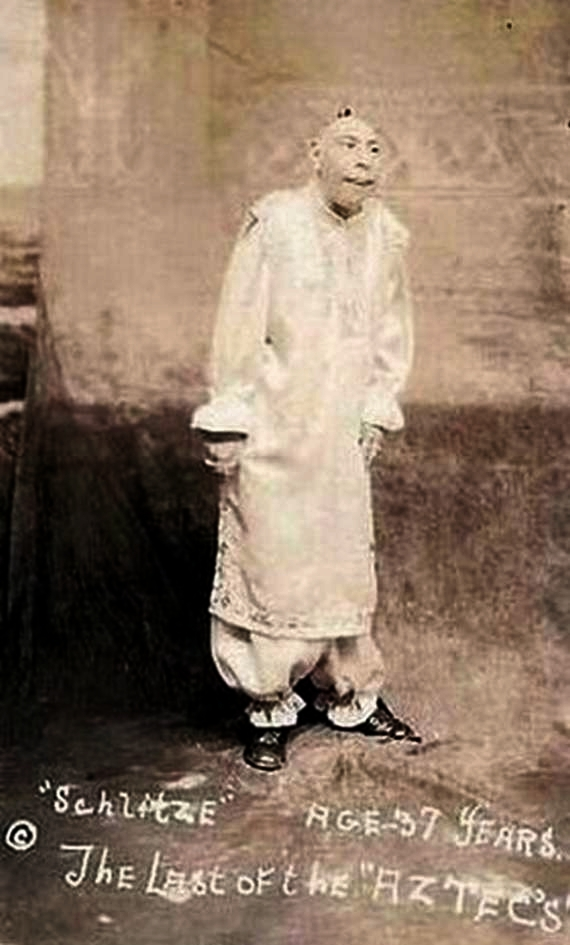
Schlitzie (1901-1971).
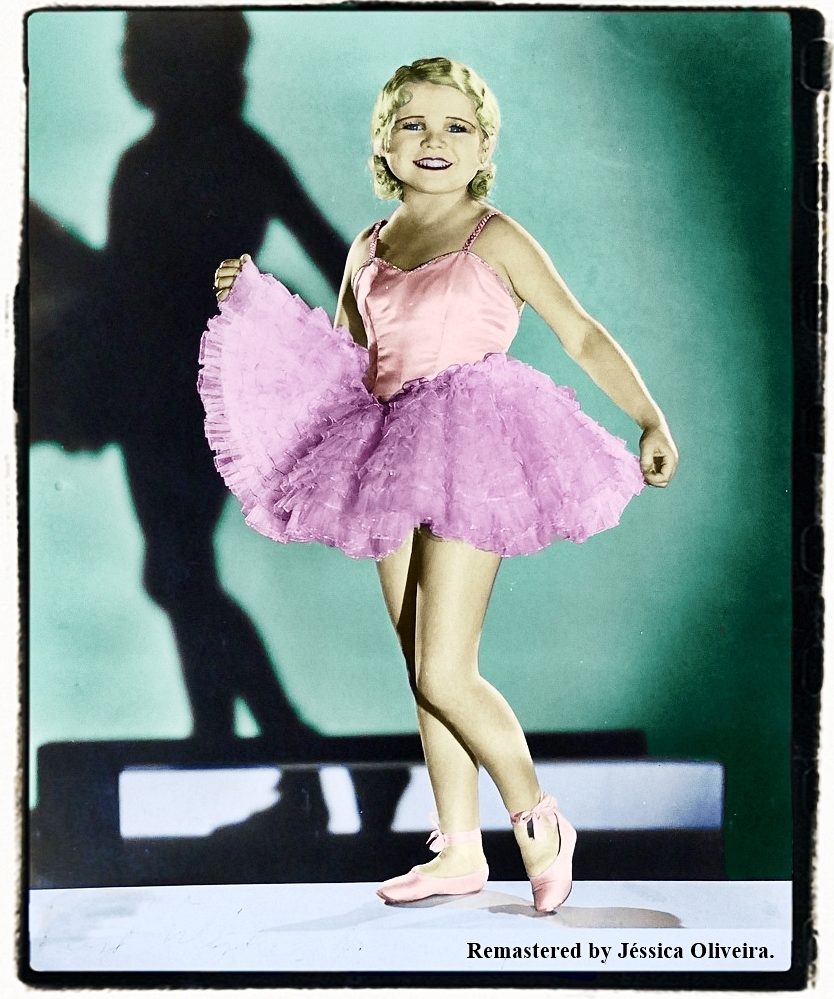
Daisy Earles (1907-1980).